# 金星镇 (吴忠市)
金星镇，是中华人民共和国宁夏回族自治区吴忠市利通区下辖的一个乡镇级行政单位。

## 沿革
2020年6月8日，中共中央总书记习近平赴宁夏考察调研。当天下午，他先后来到吴忠市红寺堡镇弘德村、黄河吴忠市城区段、金星镇金花园社区，了解当地推进脱贫攻坚、加强黄河流域生态保护、促进民族团结等情况。

## 行政区划
金星镇下辖以下地区：
金星花园社区、金花园社区、开元社区、裕西社区、金塔社区、绿地园社区和材机社区。